# تولید صنعتی

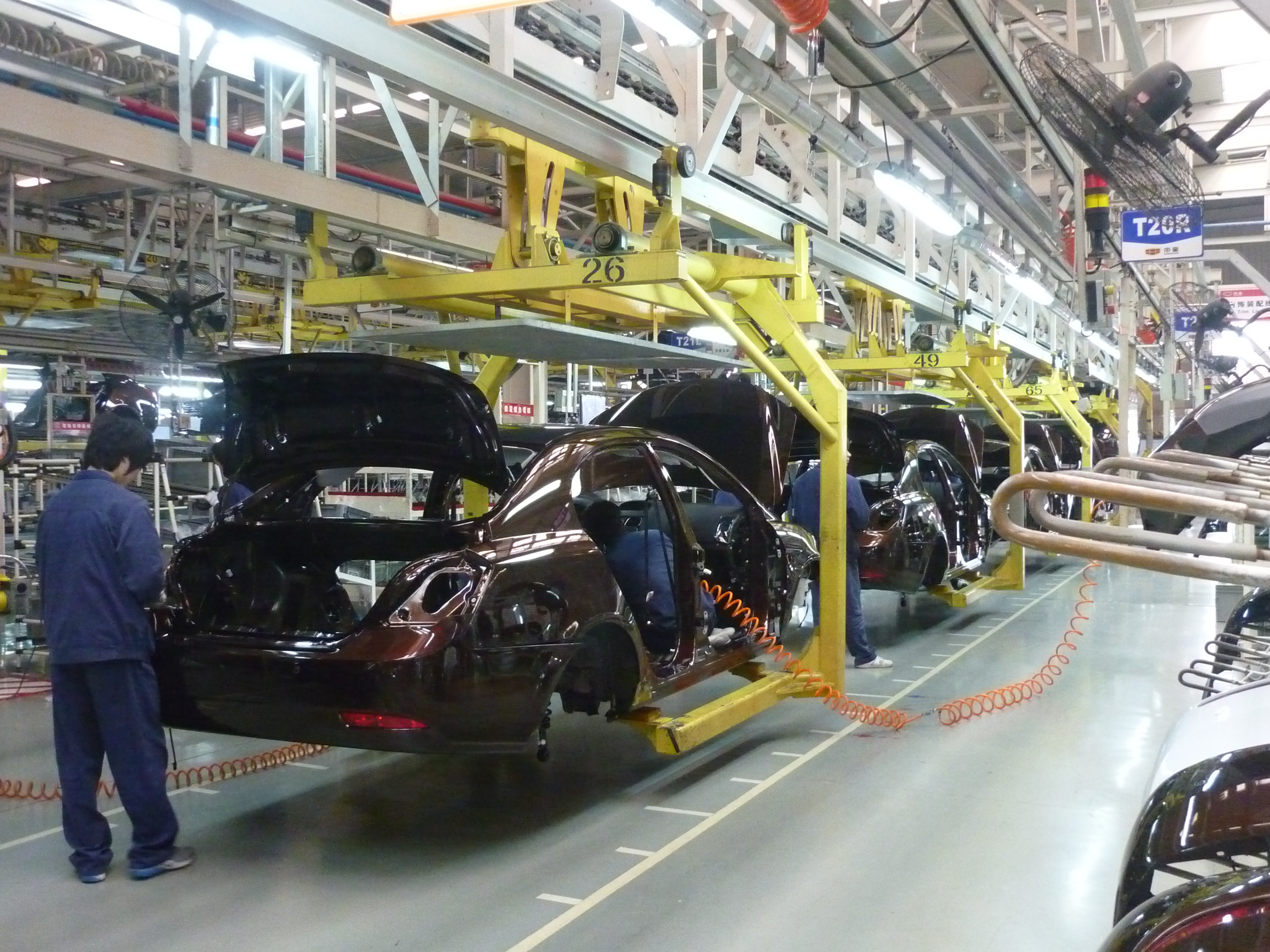
نمایشی از خط تولید خودرو

تولید صنعتی (انگلیسی: Industrial production) از ابزار و داده‌های اقتصادی است که میزان خروجی بخش‌های صنعتی (شامل ساخت، معدن و آب‌وبرق) از اقتصاد را اندازه‌گیری می‌نماید. تولیدات صنعتی تنها بخش کوچکی از میزان تولید ناخالص داخلی را در بر می‌گیرند اما به شدت به عواملی چون نرخ بهره و تقاضای مصرف حساس می‌باشند که این خصوصیت شاخص تولید صنعتی را به ابزاری مهم برای پیش‌بینی میزان تولید ناخالص داخلی و در نتیجه عملکردهای اقتصادی در بازارهای آتی تبدیل نموده است.